# Vicente T. Mendoza
Vicente Teódulo Mendoza Gutiérrez (Cholula, Puebla, 27 de enero de 1894 - Ciudad de México, 27 de octubre de 1964) fue un metodista, musicólogo, compositor y dibujante mexicano.

## Biografía
En 1907 cuando contaba con trece años fue a la Ciudad de México donde estudió piano y composición en el Conservatorio Nacional de Música. Al mismo tiempo estudió dibujo, y entre 1912 y 1930 ocupó el cargo de topógrafo del Departamento de Sevicultura. Más adelante enseñó solfeo en el Conservatorio Nacional. El interés principal de Mendoza residía, sin embargo, en el folklor mexicano y en la paleografía musical. La formación de T. Mendoza en el campo de la folklorología se da en su mayor parte de manera autodidáctica, aunque cabe destacar los cursos que toma en los Estados Unidos con Ralph Steele Boggs. Como compositor tiene 99 obras, música para piano, para voz y piano, tríos, cuarteto, etc. música de cámara y una sinfonía, música de Ballet, música coral, música escolar, etc. Como investigador, se limitó a hacer arreglos de canciones y danzas folclóricas mexicanas.
La Fonoteca del Estado de Puebla lleva su nombre.

## Publicaciones
- Música indígena Otomí: investigación en el valle del Mezquital, Hidalgo, 1936
- El romance español y el corrido mexicano, 1939
- Cincuenta corridos mexicanos escogidos y armonizados, 1944
- La décima en México, 1947
- Vida y costumbres de la universidad de México, 1951
- El corrido mexicano, 1954
- Lírica infantil de México, 1951
- El corrido de la revolución mexicana, 1956
- Panorama de la música tradicional de México, 1956
- Glosas y décimas de México, 1957
- La canción mexicana: ensayo de clasificación y antología, 1961
- Lírica narrativa de México: el corrido, 1964

En coautoría
- Cuatro culturas eclípticas en la culturas precortesianas: ensayo e interpretación de cuatro esquemas estelares de fray Bernardino de Sahagún, 1933, con Daniel Castañeda Soriano
- Instrumental Precortesiano, 1933, con Daniel Castañeda Soriano
- Folklore de San Pedro Piedra Gorda, Zacatecas, 1952, con Virginia R. R. de Mendoza

Póstumos
- Corridos mexicanos, 1985
- Estudio y clasificación de la música tradicional hispánica de Nuevo México, 1986, con Virginia R. R. de Mendoza
- Folklore en la región central de Puebla, 1991, con Virginia R. R. de Mendoza

Traducciones
- Canciones mexicanas, mexican folk songs, 1944